# Port de Mustvee
Le port de Mustvee (estonien : Mustvee sadam, code EE MTV) est un port à Mustvee en Estonie.

## Présentation
Le port de Mustvee est situé en bordure du lac Peïpous et à l'embouchure de la rivière Mustvee.
Le port a deux quais d'une longueur de 114 m et 160 m et compte un total de 40 postes d'amarrage pour les navires jusqu'à 9 m.
Le port abrite aussi le bâtiment du port.
Le port de Mustvee existe depuis plus de cent ans. En 1909, la construction d'une jetée portuaire et le dragage de la rivière ont commencé à Mustvee.
En 2014, le port de Mustvee a été rénové.
En plus de la jetée et des amarres, une plate-forme de grue pour les bateaux et de yachts a été achevée à Mustvees dans le cadre d'une coopération transfrontalière, une bouche d'incendie a été installée et des points d'éclairage et de connexion électrique pour la jetée ont été construits.
La majeure partie du financement provenait du programme de coopération transfrontalière estono-lettono-russe "Région du lac Peipsi économiquement durable et écologiquement durable", le montant restant étant la participation propre de la ville de Mustvee.

## Galerie

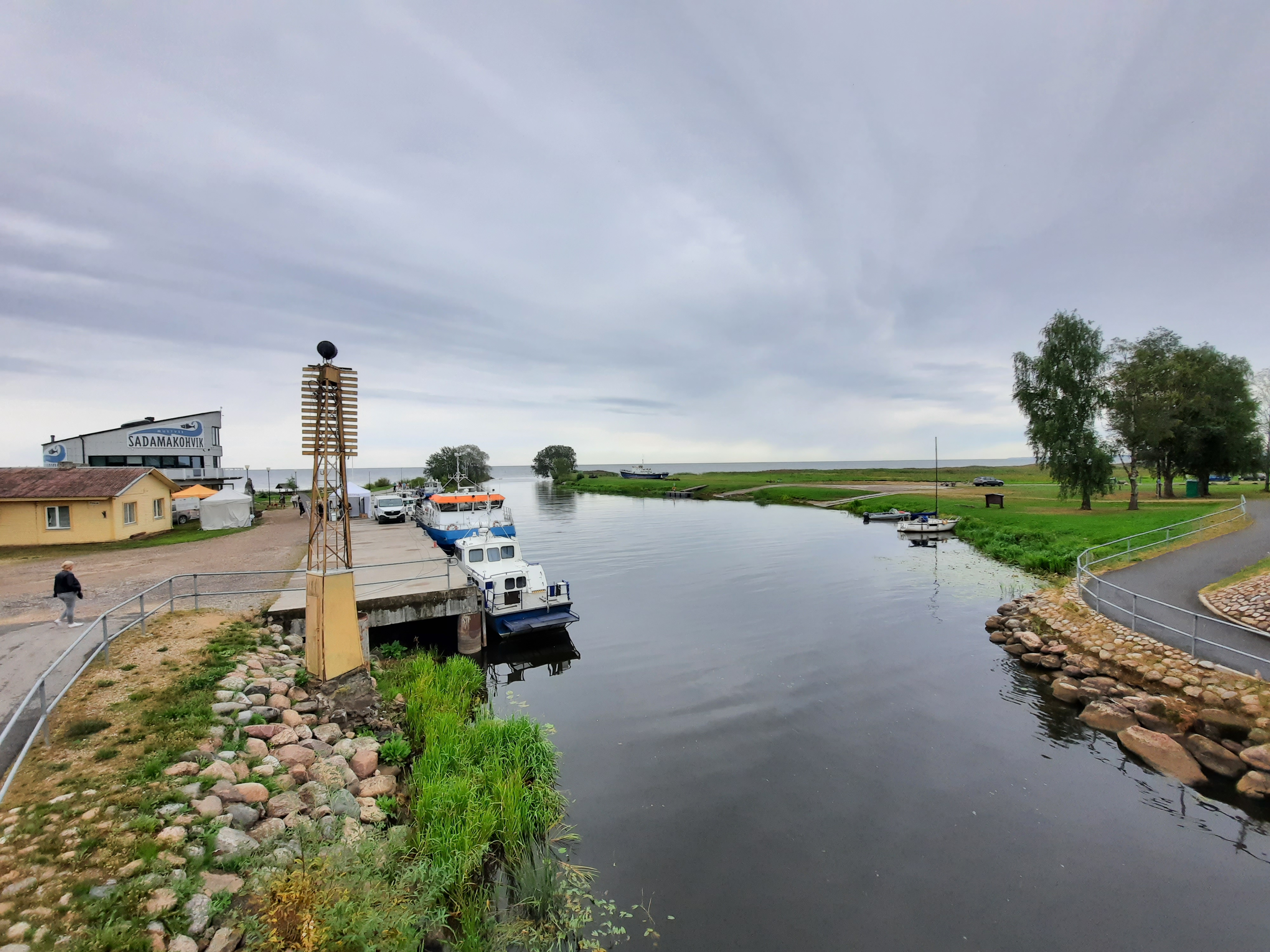
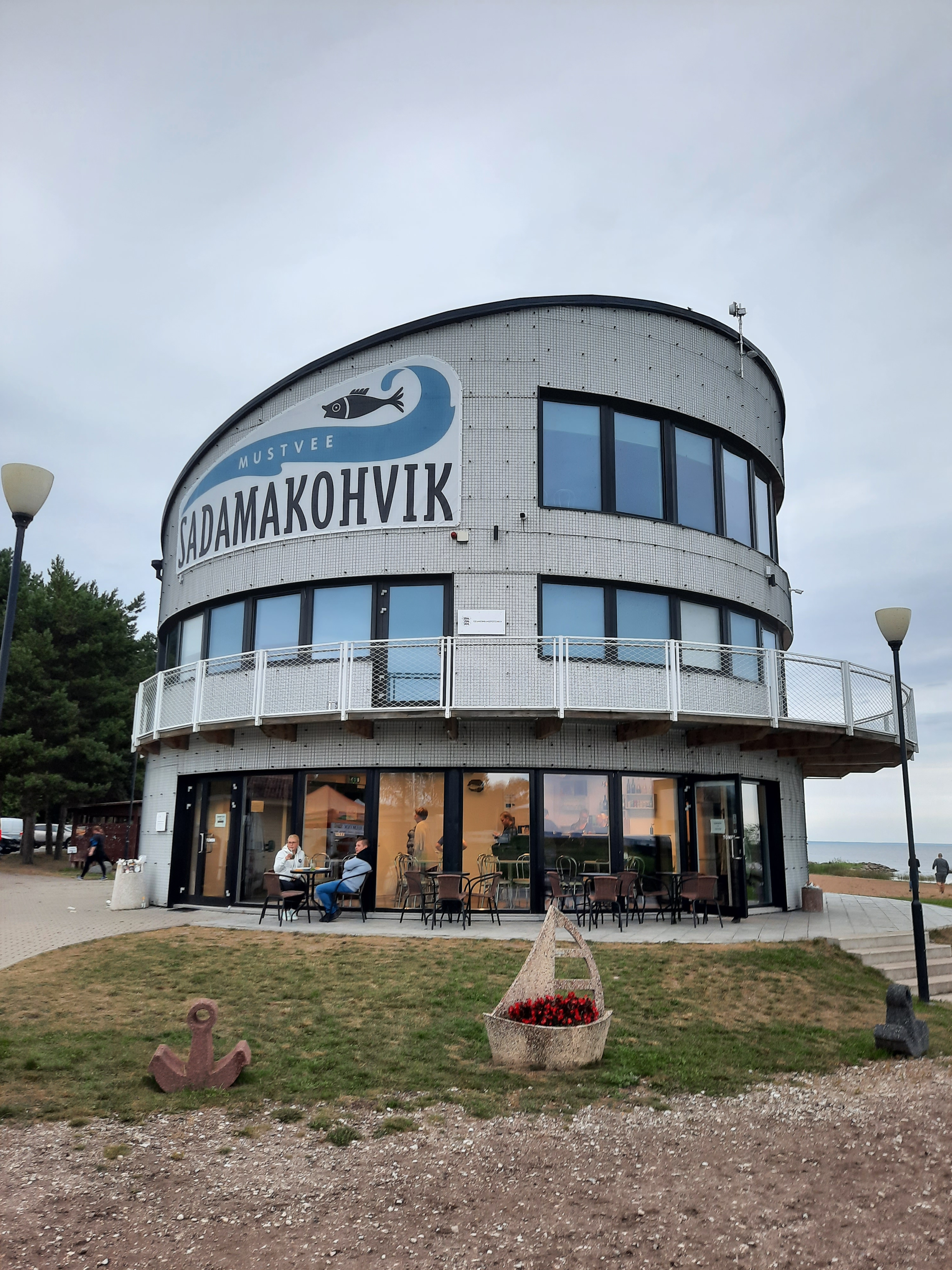
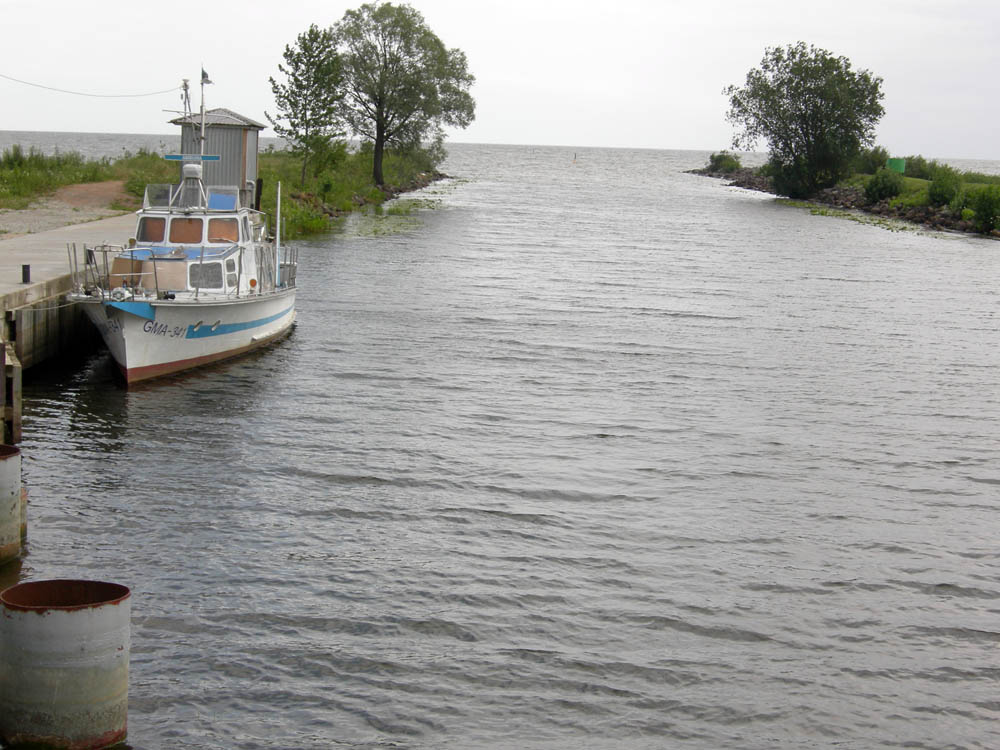